# خواننده روسی
خواننده روسی (دانمارکی: Den russiske sangerinde) یک فیلم به کارگردانی مورتن آرنفرد است که در سال ۱۹۹۳ منتشر شد. از بازیگران آن می‌توان به یسپر کریستنسن اشاره کرد.